# Коирала, Матрика Прасад
Матрика Прасад Коирала (непальск. मात्रिका प्रसाद कोइराला; 1 января 1912, Варанаси, Британская Индия — 11 сентября 1997, Биратнагар, Непал) — непальский государственный деятель, премьер-министр Непала (1951—1952 и 1953—1955). Брат Г.П. Коиралы и Б.П. Коиралы.

## Биография
Начал свою активную политическую деятельность в Индии, когда его отец Кришна Прасад Коирала жил в изгнании. Жил в доме у Раджендры Прасада, будущего первого президента независимой Индии и оказался в центре борьбы за независимость Индии. В 1930 году вместе с братом Вишвешваром Прасадом Коирала был арестован и на три месяца заключён в тюрьму.
Позже он присоединился к партии Непальский национальный конгресс во главе с Танка Прасад Ачарьёй и боролся против режима правящей семьи Рана. Был избран первым президентом партии Непальский конгресс, образованной в результате слияния Непальского национального конгресса и Непальского демократического конгресса в апреле 1950 года.
В 1951 году после падения почти векового правления семейной династии Рана был назначен премьер-министром и министром иностранных дел Непала. Эту должность с небольшим перерывом он занимал до 1955 года.
В 1952 году он был исключён из Непальского конгресса за «нарушение принципов партии и действия против Конституции 1951 года». В 1953 году основал Джаната партию (Rastriya Janata Parishad), которую возглавлял до своей смерти.
В 1961—1964 годах — постоянный представитель Непала в ООН и посол в США.